# Rezerwat przyrody Cahnov – Soutok
Rezerwat przyrody Cahnov – Soutok (cz. Přírodní rezervace Cahnov – Soutok) – rezerwat przyrody w Czechach, w kraju południowomorawskim, w powiecie Břeclav. Powstał 28 grudnia 1949 i obejmuje 13,46 ha powierzchni w granicach CHKO Palava.

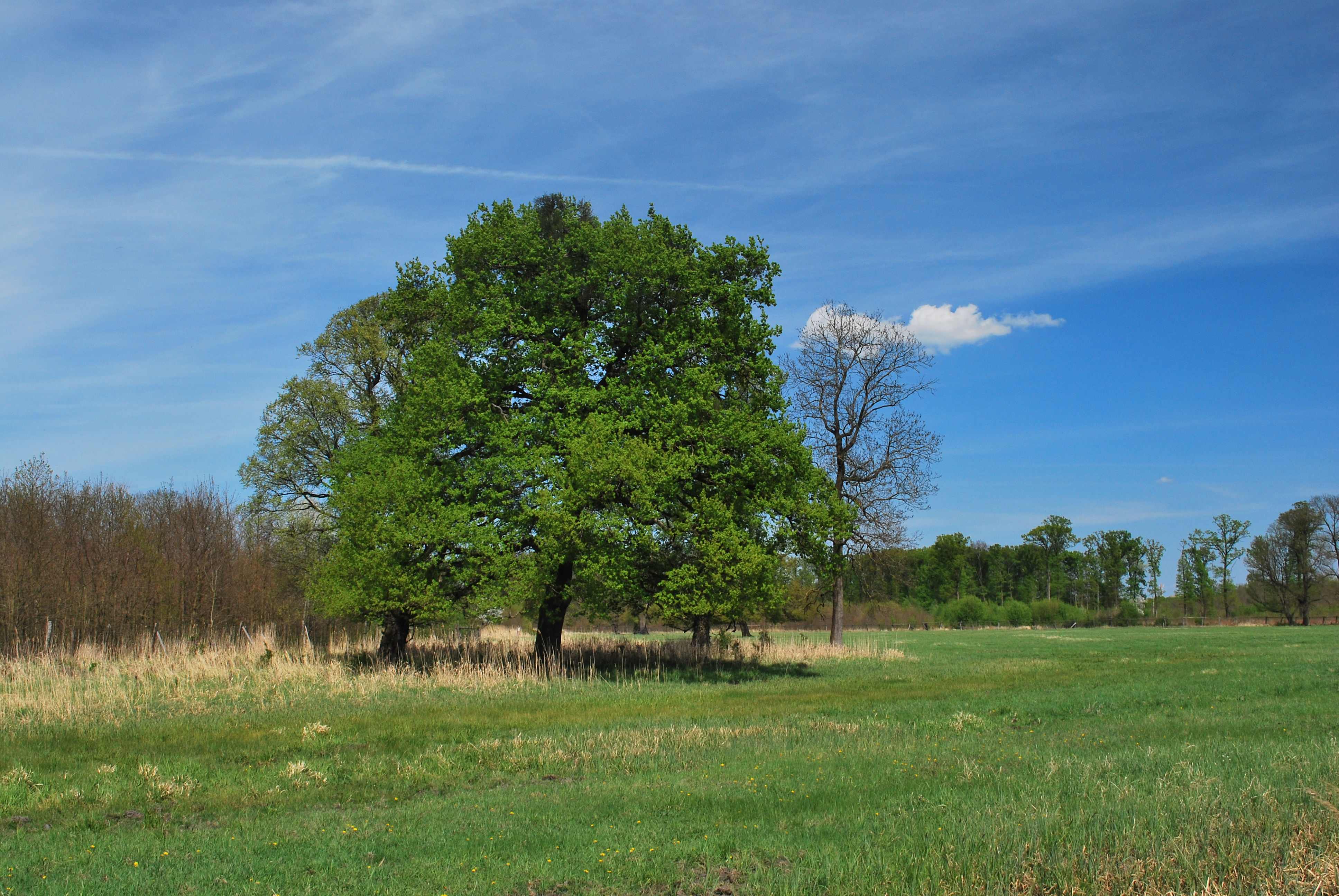
Dęby

Rezerwat chroni lasy łęgowe w pobliżu ujścia Dyi do Morawy, na pograniczu Czech, Austrii i Słowacji, w charakterystycznym zakolu granicy, tzw. trójkącie dyjskim. Jest to przykład typowego południowomorawskiego lasu łęgowego z dębem szypułkowym, jesionem wąskolistnym, lipą drobnolistną i innymi gatunkami drzew. W podszyciu występują m.in.: kłosownica leśna, śmiałek darniowy, zawilec żółty, śnieżyczka przebiśnieg. Rośnie tu też wierzba płacząca, mozga trzcinowata, karbieniec pospolity, kosaciec żółty, kielisznik zaroślowy, selernica żyłkowana, wiechlina błotna, turzyca wczesna, turzyca zaostrzona, wyczyniec łąkowy, rzeżucha, tarczyca oszczepowata i fiołek drobny. Grzyby reprezentują m.in.: żyłkowiec różowawy, miękusz szafranowy, Crepidotus crocophyllus, koźlarz topolowy i twardzioszek trzcinowy. Z ptaków bytuje tu m.in. siniak, pełzacz ogrodowy i inne. Rzadkim gatunkiem mrówek jest Liometopum microcephalum. Z żab charakterystyczna jest liczna tu moczarowa.